# Ken Alibek
Colonelul Kanatjan "Kanat" Alibekov (în kazahă Қанатжан Әлібеков; în rusă Канатжан Алибеков; n. 1950, Köksağyz⁠(d), RSS Kazahă, URSS) – cunoscut sub numele de Kenneth "Ken" Alibek din 1992 – este un fost medic, microbiolog și expert în arme biologice sovietic. El a avut o ascensiune rapidă în rândurile Armatei Sovietice și a ajuns prim director adjunct al Biopreparat, unde a supervizat un vast program de dezvoltare a armelor biologice.
În 1992, el a emigrat în Statele Unite ale Americii, și ulterior a devenit cetățean american, activând acolo  în calitate de consultant, speaker și antreprenor în domeniul bioapărării. El a participat în mod activ la dezvoltarea strategiei de bioapărare a guvernului SUA, iar în 1998 și în 2005, el a depus mărturie de mai multe ori în fața Congresului SUA și pentru alte guverne pe probleme de biotehnologie.
În 1994, Alibek a primit Medalia Barkley din partea guvernului Statelor Unite pentru contribuția remarcabilă la pacea mondială.
În prezent este profesor și prodecan al Universității Nazarbaev din Kazahstan și deține în continuare cetățenia Statelor Unite.

## Biografie

### Tinerețea și începutui carierei
Alibek s-a născut în Kauchuk, în RSS Kazahă din Uniunea Sovietică (actualmente Kazahstan), într-o familie kazahă și a primit numele de  Kanat Alibekov. El a crescut în Almatî (pe atunci, Alma-Ata), fosta capitală a republicii sovietice.
Performanțele academice înregistrate pe când studia medicina militară la Institutul de Medicină din Tomsk, precum și dosarul de familie favorabil, au făcut să fie selectat să lucreze pentru Biopreparat, programul secret de arme biologice supervizat de Consiliul de Miniștri sovietic. Prima lui misiune (1975) a fost la sucursala est-europeană a Institutului de Biochimie Aplicată (IAB) de lângă Omutninsk, un combinat de producție a pesticidelor, care se putea converti pe timp de război în unitate de producție de arme biologice. La Omutninsk, Alibek și-a însușit știința formulării și evaluării mediilor de nutrienți și condițiilor de cultivare pentru optimizarea culturilor microbiene. Aici și-a dezvoltat aptitudinile în munca de laborator dobândite la facultatea de medicină, ajungând să aibă un aptitudini complexe necesare pentru producția la scară industrială de microorganisme și toxinele lor.
După un an la Omutninsk, Alibek a fost transferat la filiala siberiană a IAB de lângă Berdsk (un alt nume al filialei era Baza Științifică și de Producție Berdsk). Cu ajutorul unui coleg, el a proiectat și a construit un laborator de cercetare și dezvoltare în microbiologie care a lucrat la tehnici de optimizare a producției.
După mai multe promovări, Alibek a fost transferat înapoi la Omutninsk, unde a fost avansat la poziția de director adjunct. În curând a fost transferat la Baza Științifică și de Producție a Kazahstanului din Stepnogorsk (o altă unitate de arme biologice de rezervă) unde a fost numit director. Oficial, el a fost doar director adjunct al Asociației pentru Progres Științific și Producție, un producător de îngrășăminte și pesticide.
La Stepnogorsk, Alibek a creat o linie de asamblare eficientă la scară industrială pentru formulări biologice. În timp de război, linia de asamblare putea fi folosită pentru a produce antrax în scopuri de război. Succesele continue în domeniul științei și biotehnologiei au condus la mai multe promovări, el fiind în cele din urmă transferat la Moscova.

### Activitatea la Biopreparat-Moscova
La Moscova, Alibek a început să lucreze ca șef-adjunct al Direcției Biosecuritate de la Biopreparat. Ulterior, a fost promovat (1988) la funcția de prim director adjunct al Biopreparat, unde superviza nu numai unitățile de producție de arme biologice facilități, ci și mai multe întreprinderi farmaceutice care produc antibiotice, vaccinuri, seruri, și interferon pentru public. 
Ca răspuns la un anunțul din primăvara lui 1990 că Ministerul Industriei Medicale și Microbiologice urma să fie reorganizat, Alibek a elaborat și înaintat un memoriu la secretarul general Mihail Gorbaciov în care propunea încetarea activității de arme biologice a Biopreparat. Deși Gorbaciov a aprobat propunerea, în propunerea lui Alibek s-a introdus un alineat suplimentar secret, care a dus la emiterea unui decret prezidențial care hotăra oprirea activității Biopreparat până la sfârșitul anului, cerând însă și să rămână pregătit pentru reînceperea în viitor a producției.
Deși dezamăgit de rezultatul ambiguu, Alibek și-a folosit poziția de la Biopreparat și autoritatea acordată lui în prima parte a decretului pentru a începe distrugerea programului de arme biologice. În special, el a ordonat demontarea capabilităților de producție și testare a armelor biologice de la mai multe întreprinderi de cercetare si dezvoltare, între care Stepnogorsk, Kolțovo⁠(d), Obolensk și mai multe altele. De asemenea, el și-a negociat în același timp și o numire concurentă de la o unitate de producție Biopreparat deumită Biomaș. Biomaș proiecta și producea echipament tehnic pentru cultivarea și testarea microbilor. El a planificat creșterea ponderii produselelor destinate spitalelor civile și laboratoarelor medicale la peste 40%, cât era alocat la acea vreme.

### Viața în Statele Unite
Alibek a fost ulterior însărcinat cu pregătiri intensive pentru inspecțiile unităților biologice sovietice de către o delegație anglo-americană. Când și el a participat la rândul său la delegația sovietică de inspectare a unităților similare americane, i s-a confirmat că Statele Unite nu au program ofensiv de arme biologice. În timp ce se afla în SUA, Uniunea Sovietică a fost dizolvată. În ianuarie 1992, la scurt timp după întoarcerea sa din SUA, ca protest împotriva continuării activității în unitățile de arme biologice, Alibek a demisionat din Armata Sovietică și din Biopreparat. În octombrie 1992 a emigrat cu familia sa în SUA, în ciuda faptului că acest lucru îi era interzis de către KGB.

Alibek adaugă: 
Mult timp înainte de emigrare, am demisionat din Armata Sovietică, am renuțat la pozițiile științifice și administrative de la Moscova, am refuzat să accept cetățenia rusă, i-am informat pe oficialii ruși de securitate că voi pleca Statele Unite, am rămas fără loc de muncă timp de peste 9 luni și, după ce am primit acordul părinților, am plecat din fosta Uniune Sovietică (nu din Rusia). Nu cred că poate fi considerată o defecțiune, chiar dacă medicii ruși nu doreau să mă duc în străinătate. Dar erau alte vremuri, nu eram cetățean rus și nu puteau să-mi facă nimic în mod oficial. Numai după aceea am emigrat cu toată familia mea.
De când s-a mutat în SUA, Alibekov – care și-a simplificat numele în Kenneth (Ken) Alibek – a oferit guvernului informații detaliate despre programul de arme biologice al fostei Uniuni Sovietice și a depus mărturie în fața Congresului SUA, în numeroase ocazii. El a îndrumat serviciile de informații și comunitățile medicală și de securitate națională și a revenit la cercetările biomedicale pure care îl captivaseră în studenție.
El a fost impulsul care a dus la crearea unui program inovator de studii postuniversitare de bioapărare la Universitatea George Mason⁠(d) (GMU), care a atras studenți din întreaga țară. În cadrul acestui program, el a fost distins profesor de microbiologie medicală, și director educativ. El a dezvoltat și planul GMU pentru un centru de cercetare de nivel de biosecuritate trei (BSL-3) și a fost un rol esențial în obținerea de 40 de milioane de dolari în granturi de la guvernele federal și al statului pentru construcția instalației.
În 1999, Alibek a publicat o relatare autobiografică a activității sale din Uniunea Sovietică și a defecțiunii lui.

### Antreprenor și cercetător
La 11 martie 2006, Alibek a anunțat că, din cauza unor diferende între el și GMU pe tema viitorului Programului Postuniversitare de Bioapărare, nu va mai preda acolo după de semestrul de primăvară și și-a dat demisia de la GMU începând cu 27 august 2006. Într-un acord cu studenții săi, și-a oferit voluntar timpul său între primăvara lui 2006 și primăvara lui 2007, pentru a-i ajuta să-și obțină doctoratele.
Alibek a fost președinte, director științific și director executiv la AFG Biosolutions, Inc din Gaithersburg, Maryland, unde el și echipa sa științifică au continuat dezvoltarea de soluții avansate pentru imunitate antimicrobiană. Motivat de lipsa de terapii accesibile anti-cancer în Europa de Est și Asia Centrală, AFG a utilizat experiența lui Alibek în biotehnologie pentru a planifica, a construi, și a gestiona o nouă unitate de producție  farmaceutică gândită anume pentru a aborda această problemă.
Alibek a înființat o nouă companie farmaceutică, MaxWell Biocorporation (MWB), în 2006, căreia i-a servit drept CEO și Președinte. Cu sediul in Washington, D.C., și având mai multe filiale și afiliați în Statele Unite ale Americii și în Ucraina, scopul principal declarat al MWB este crearea unei unități noi, ultra moderne, de înaltă tehnologie, în Ucraina. În această unitate se produc medicamente generice, nebrevetate, pentru tratarea bolilor grave oncologice, cardiologice, imunologice, sau infecțioase cronice.
S-a afirmat despre MWB că ar fi cea mai modernă unitate de producție farmaceutică din toată fosta Uniune Sovietică. Acesta era destinată să servească drept program-pilot pentru un complex mai mare de îngrijire medicală, în orașul Borîspil, aflat în imediata apropiere a capitalei Kiev. Construcția unității de la Borîspil a început în aprilie 2007 și a fost finalizată în martie 2008; producția inițială a fost programată să înceapă în 2008. Intenția declarată a fost să se producă medicamente de înaltă calitate și să devină o sursă accesibilă de terapie pentru milioane de defavorizați, care în prezent nu au opțiuni terapeutice.
Principalul obiectiv al cercetării curente a lui Alibek este de a dezvolta noi forme de terapie pentru boli oncologice avansate și alte patologii și tulburări degenerative cronice. El se concentrează pe rolul infectiilor virale si bacteriene cronice în cauzarea bolilor legate de varsta si îmbatranirea prematură. În plus, el dezvoltă și implementează metode sistemice inovatoare de imunoterapie pentru bolnavii de cancer avansat.
Alibek are o sotie si 5 copii (2 băieți și 3 fete); una dintre fiicele lui suferă de autism.

## Activitatea din Kazahstan
În 2010, a fost invitat și a acceptat să lucreze în Kazahstan, ca profesor și cercetător la Universitatea Nazarbaiev. În timpul șederii sale, el a publicat o serie de articole în reviste de cercetare și a predat diferite cursuri în diferite domenii ale biologiei și medicinei. El se concentrează pe un posibil rol al infectiilor cronice, tulburărilor metabolice și imunosupresiei la dezvoltarea cancerului. În 2011, el a fost distins cu un premiu din partea viceprim-ministrului pentru contribuția sa în dezvoltarea sistemului educațional din Kazahstan. În 2014, el a fost distins cu o medalie de către Ministrul Educației și Științei din Kazahstan pentru contribuția sa în domeniul cercetării în țară. El continuă să lucreze ca medic, cercetător și profesor. Își păstrează cetățenia americană și locuința din SUA, unde locuiește familia lui.

## Critici
Unii observatori au pus la îndoială credibilitatea științifică a lucrărilor mai recente ale lui Alibek, precum și motivațiile sale:
- Într-un comunicat de presă din septembrie 2003, Alibek și un alt profesor au sugerat, pe baza cercetărilor lor de laborator, că vaccinarea împotriva variolei ar putea crește și imunitatea unei persoane la HIV. Lucrarea a fost promovată de către GMU dar a fost respinsă la peer-review de către Journal of the American Medical Association și The Lancet și ipoteza nu a mai fost explorată. Potrivit expertului în variolă și fost consultant științific la Casa Albă, Donald A. Henderson, „aceasta este o ipoteză care... nu stă în picioare, și nu are nicio logică din punct de vedere biologic... Această idee ... a fost scoasă fix din burtă. Nu i-aș acorda niciun pic de încredere." Cu toate acestea, în 2010, un articol apărut în prestigioasa revistă științifică, Biomed Central - Imunologie, [Weinstein, et al. BMC Immunology 201011:23 DOI: 10.1186/1471-2172-11-23] care a prezentat rezultatele cercetării lor, se arată că imunizarea prealabilă cu vaccinia (Dryvax) într-adevăr conferă rezistență semnificativă la replicarea HIV. Acest articol a devenit cel mai solicitat și a descărcat articol din istoria revistei. Ulterior, s-au mai publicat articole care sprijineau această ipoteză.
- Alibek și colegii săi au căutat să dezvolte un produs care va proteja împotriva mai multor virusuri și bacterii mortale, în loc de împotriva unui singur organism. În laborator, șoarecii au supravietuit unor doze de variolă și antrax. Abordarea sa „de cocktail” – amestecarea mai multor medicamente cu alte ingrediente – a fost prezentată la conferințe de presă în 2002 și 2004 de către congressmanul american H. James Saxton (R-N. J.), ca „o nouă metodă potențială de apărare împotriva bioterorismului”. Acest demers științific este foarte dificil de evaluat corect și nu a rezistat procesului de peer review.
- Alibek s-a folosit de notorietatea sa pentru a promova „Formula de Susținere a Sistemului Imunitar a Dr. Ken Alibek”, un supliment alimentar vândut pe Internet. Acest amestec de vitamine, minerale, și a unui amestec bacterian caracteristic – vândut contra 59,95 dolari plus taxa de livrare pentru doza pe o lună – pretindea că „susține sistemul imunitar”.[11]
- Alibek a demisionat din funcția de director executiv al Centrului Național pentru Bioapărare și Boli Infecțioase al GMU în septembrie 2006, deși era distins profesor titular. O purtătoare de cuvânt a Universității a confirmat demisia, dar a refuzat să comenteze cu privire la circumstanțele plecării sale. Potrivit unui articol din 2007 publicat în Los Angeles Times, „Alibek a spus că administrația universității este nemulțumită de rolul companiei lui în partajarea cercetărilor finanțate prin granturi. Universitatea, spunea el, i-a cerut să desființeze sau să renunțe la AFG Biosolutions. El a ales să demisioneze de la George Mason.”[12]
- Unii experți pun la îndoială caracterizările făcute de Alibek amenințărilor de bioterorism. Unii au afirmat că Alibek are un interes să încurajeze frica, deoarece el profită de pe urma contractelor guvernamentale legate de combaterea bioterorismului. Medicul și general-maiorul în retragere Philip K. Russell, impresionat de cunoștințele lui Alibek despre producția de antrax din fosta Uniune Sovietică, „[a] început să [creadă] că Ken a fost mai degrabă fantezist decât exact în unele dintre amintirile lui” în ce privește variola modificată genetic. Russell remarcat și asupra "...problemei inserării de gene ale virusului Ebola într-virus de variolă. Aceasta era considerat, cel puțin în mintea multora dintre noi, ca ceva oarecum fantezist. Și probabil neadevărat.”[13]